# Forevermore (chanson)
Singles de Epica
Storm the Sorrow
(2012)
Forevermore est un single du groupe de metal symphonique Epica et Ruurd Woltring, sorti en 2012. La collaboration entre Woltring et la bande a été rendue possible grâce à "Niks te gek" (Rien trop bizarre), une émission de télévision néerlandaise, dans laquelle les personnes mentalement handicapées peuvent obtenir leurs rêves exaucés.
Woltring expliquant l'histoire de Forevermore: "Quand j'ai écrit la chanson, il était encore appelé Stairway to Heaven à cette époque. Une fois, j'ai écouté quelques chansons de Van Canto (Water, Fire, Heaven, Earth et Hearted) et Our Farewell par Within Temptation. Ensuite, je suis venu avec cette grande idée de combiner la musique de ces chansons et ajouter mes propres paroles à elle. Les paroles réellement racontent l'histoire d'un garçon qui rencontre un ange. Elle lui donne le sentiment qu'ils appartiennent ensemble, même si leurs mondes se trouvent éloignés, et veut donc de l'emmener au ciel. Un diable tente toutefois de tirer le garçon dans son monde, mais demeure impuissant face à l'énergie de l'ange."

## Liste des titres
1. Forevermore - 3:38

## Personnel
- Simone Simons - chant
- Mark Jansen - guitare, voix black
- Coen Janssen - claviers
- Rob van der Loo - basse
- Ariën van Weesenbeek - batterie
- Isaac Delahaye - guitare

## Musiciens invités
- Ruurd Woltring - chant, voix black